# David Newman (manusförfattare)
David Newman, född 4 februari 1937 i New York i New York, död 27 juni 2003 i New York i New York, var en amerikansk manusförfattare.
Newman samarbetade ofta med Robert Benton och de båda fick sitt genombrott med Bonnie och Clyde från 1967.

## Filmografi (urval)
- 1967 – Bonnie och Clyde
- 1972 – Go'dag yxskaft?
- 1978 – Superman - The Movie
- 1980 – Superman II - Äventyret fortsätter
- 1983 – Stålmannen går på en krypto-nit
- 1985 – Jultomten
- 1988 – Moonwalker